# Дерно
Де́рно — село в Україні, у Луцькому районі Волинської області. Входить до складу Олицької міської громади. Населення становить 1523 особи (2001 р.).

## Природа

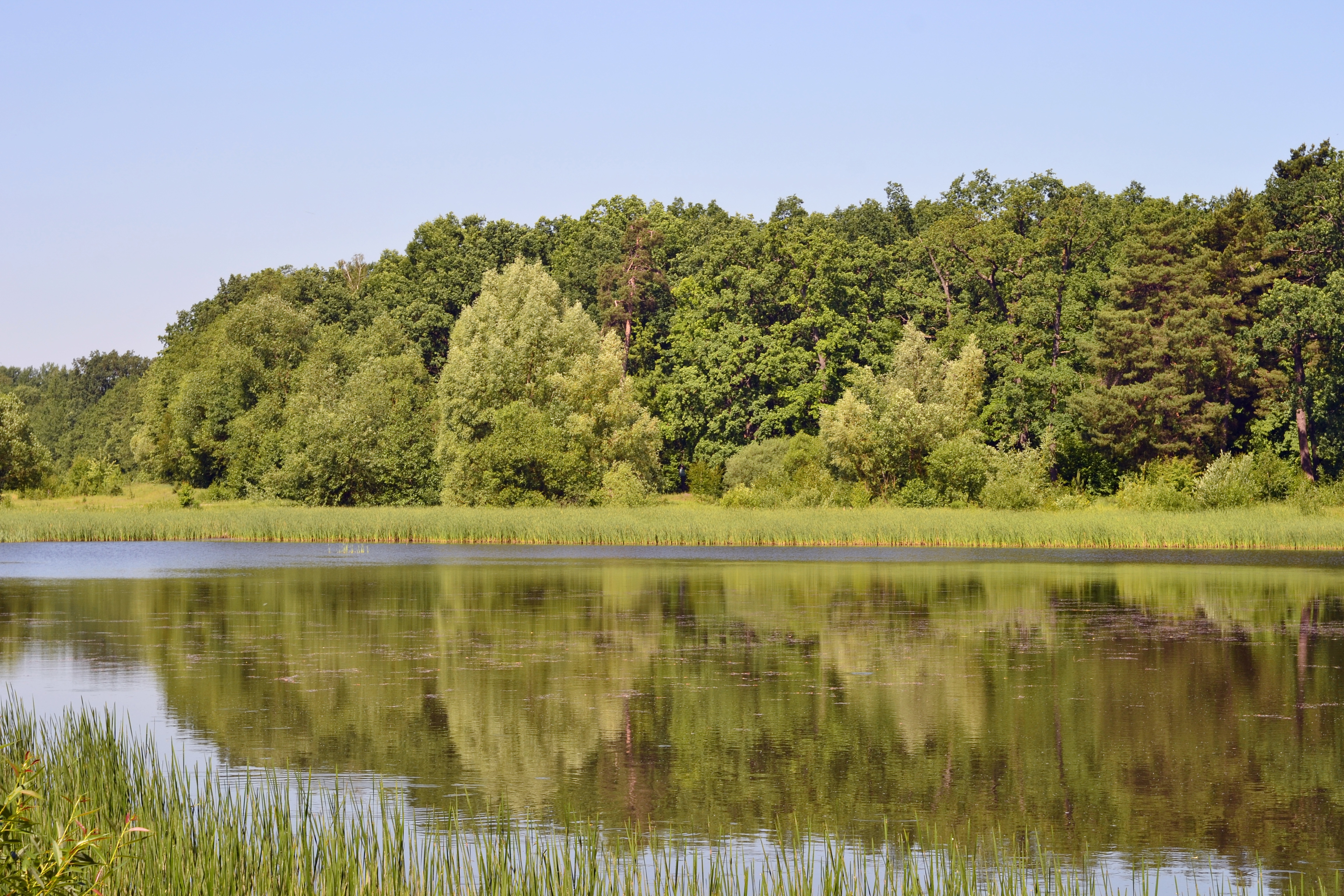
Заповідне урочище «Папики» (вигляд з південного берега озера)

На північ від села розташоване заповідне урочище «Папики».

## Населення
Згідно з переписом УРСР 1989 року чисельність наявного населення села становила 1727 осіб, з яких 796 чоловіків та 931 жінка.
За переписом населення України 2001 року в селі мешкали 1523 особи.

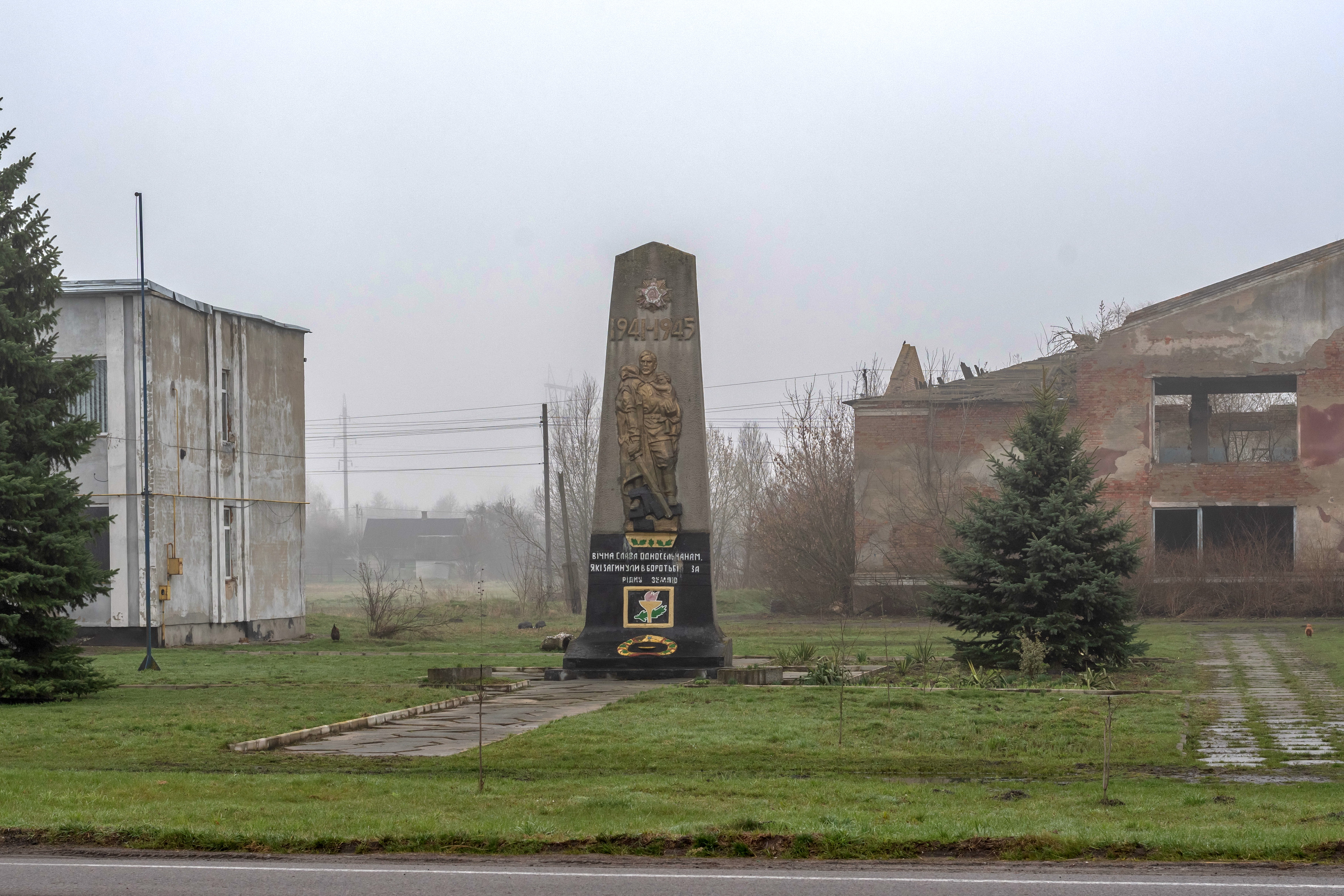
Пам'ятник землякам (1970 рік)

### Мова
Розподіл населення за рідною мовою за даними перепису 2001 року:
| Мова       | Відсоток |
| ---------- | -------- |
| українська | 98,95 %  |
| російська  | 0,85 %   |
| білоруська | 0,13 %   |

## Відомі люди
- Михайлов Олег Миколайович (1968—2014) — активіст Євромайдану, Автомайдану, Самооборони Волині, боєць батальйону «Айдар».
- Сидорчук Юрій Володимирович (1961—2014) — активіст Євромайдану, Герой Небесної сотні.
- Гуч Олександр Юрійович (1986) — активіст Євромайдану.